# Sport Club Corinthians Paulista (futsal)
Sport Club Corinthians Paulista es un equipo de fútbol sala con sede en São Paulo. Activo desde la década de 1970, ha ganado una Liga de Fútbol Sala y doce Ligas Paulista de Fútbol Sala. Actualmente disputa la Copa Libertadores de Futsal 2020.

## Honores de club

### Competiciones nacionales
- Liga de Fútbol Sala: 2016
- Taça Brasil de Futsal: 1974, 2010
- Copa do Brasil de Futsal: 2018, 2019
- Supercopa do Brasil de Futsal: 2019, 2020, 2021
- Taça Brasil 1.ª División: 2014

### Competiciones estatales
- Campeonato Paulista de Futsal (9): 1971, 1972, 1973, 1978, 1980, 1981, 1995, 2009, 2019
- Liga Paulista de Futsal (5): 2013, 2015, 2016, 2018, 2019
- Supercopa Paulista de Futsal (1): 2019
- Campeonato Metropolitano de Futsal (8): 1973, 1974, 1980, 1982, 1983, 2004, 2006, 2010

### Otras campeonatos
- Campeonato Brasileiro de Futsal Down (1): 2022